# Licania triandra
Licania triandra là một loài thực vật có hoa trong họ Cám. Loài này được Mart. ex Hook.f. mô tả khoa học đầu tiên năm 1867.